# Мини-карта
Мини-карта (англ. minimap) — в компьютерных играх уменьшенное изображение всей карты. Часто помещается в одном из углов экрана. Предназначена для помощи игрокам в ориентировании в игровом мире. Обычно небольшого размера, и потому имеет возможность выбора состава отображаемых объектов. В разных играх на мини-карте отображаются различные объекты. Тем не менее, обычно на ней отображают положение игрового персонажа, союзников, врагов, целей и окружающий ландшафт.
Мини-карта особенно часто присутствует в стратегиях в реальном времени и играх жанра MMORPG, поскольку в них мини-карта используются для отображения текущего местоположения относительно игрового мира. Во многих шутерах от первого лица в том или ином виде также присутствует мини-карта, на которой часто отображается положение врагов в реальном времени.

## Описание
Обычно мини-карты имеют схожие характеристики. Среди таковых можно выделить следующие.

### Туман войны
Во многих играх уровни начинаются с пустой мини-картой, которая автоматически заполняется по мере того как игрок исследует новые области игрового мира. После «открытия» игроком новой области, ее ландшафт появляется на мини-карте и остается на ней видимым. Если эта область перестает быть видимой для игрового персонажа, область может быть закрыта туманом войны, то есть изменения построек или движения единиц («юнитов») врага в таких областях отображаться не будут. Объекты в зоне тумана войны не будут отображаться в актуальном состоянии, пока эти зоны не будут снова исследованы.

### Слои
Подобно пользовательским слоям в «Google Планета Земля», в некоторых командно-ориентированных многопользовательских играх, например, Age of Empires II или Empire Earth, игроки могут рисовать на мини-картах временные линии, сигналы или пометки, видимые для других игроков.

### Поворот и масштабирование
В некоторых трехмерных играх мини-карта поворачивается одновременно с поворотом игрового персонажа так, чтобы «северное» направление мини-карты совпадало с прямым видом виртуальной камеры в точке обзора. Это — обычное явление в играх типа Grand Theft Auto или во многих гоночных играх, где на мини-карте отображается трасса заезда. Во множестве других игр, например, в серии The Legend of Zelda, мини-карта не вращается, но на ней присутствует стрелка, вращающаяся и перемещающаяся для отображения положения игрового персонажа и направления его взгляда. В некоторых играх на мини-картах отображается только близлежащая область, поэтому на внешней границе мини-карты отображаются стрелки и другие значки для указания на направления объектов, которые находятся вне зоны отображения мини-карты. В некоторых играх присутствует функция изменения масштаба мини-карты: в случае движения персонажа с большой скоростью мини-карта автоматически отображается с меньшим масштабом, а при уменьшении его скорости карта снова отображается в крупном масштабе.

## Автоматическая карта

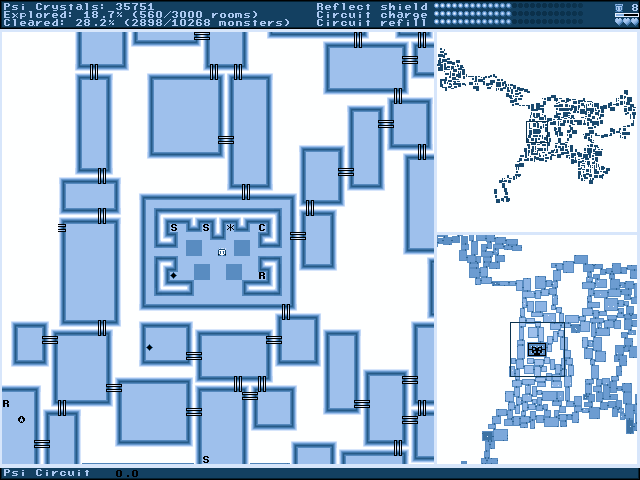
Автоматическая карта в игре Meritous

Автоматическая карта (также автокарта, англ. automap) подобна мини-карте, ее происхождение можно проследить вплоть до ранних ролевых игр. В ранних компьютерных играх, основанных на подземельях, игроки должны были самостоятельно рисовать для себя карту по мере продвижения в игре, таким образом они могли проходить сложные лабиринты и исследовать большие подземелья. В комплекты ранних игр типа Wizardry 1980 года для этого вкладывались листы бумаги-миллиметровки.
Игры, использующие функцию автоматической карты, имитируют процесс создания карты. Для этого на карте отображается абстрактный вид сверху на близлежащие области, которая обновляется по мере того как игровой персонаж получает новые знания. На автоматических картах обычно отображаются двери, типы поверхностей, а также важные области и предметы. Описывая роль игры The Bard’s Tale III: Thief of Fate в индустрии компьютерных игр, ставшей первой компьютерной ролевой игрой с автоматической картой, издание Computer Gaming World в 1994 году задавалось вопросом: «Как мы до сих пор играли без этого?»
Ранние автоматические карты в компьютерных ролевых играх отображались на экране во время паузы, таким образом для просмотра карты требовалось приостанавливать игру. В качестве примеров игр с автоматической картой, работающей в режиме реального времени, можно привести Rally-X от Namco 1980 года, Horizon V от Gebelli Software 1982 года и WiBArm от Arsys Software 1986 года. По мере обретения популярности, эта функция была внедрена в некоторые экшн-игры типа Doom или Diablo. Автоматическая карта в этих играх не прерывает игровой процесс, игрок может наблюдать карту на экране, продолжая игру.
В жанре многопользовательских миров игры, популярные в 1990-х годах, редко предоставляли автоматическую карту. Ввиду этого в некоторые MUD-клиенты стали добавлять такую функцию, примечательным из которых является zMUD, где эта функция была добавлена в сентябре 1996 года.